# Seius Fuscianus
Publius(?) Seius Fuscianus war ein römischer Politiker des 2. Jahrhunderts n. Chr.
Fuscianus stammte aus einer senatorischen Familie und war ein Jugendfreund und Mitschüler Mark Aurels. In den öffentlichen Rednerschulen war er ein geschätzter Redner (declamator). Um das Jahr 151 wurde Fuscianus Suffektkonsul und im Jahr 188 ordentlicher Konsul.
Fuscianus muss um die Zeit seines zweiten Konsulats Stadtpräfekt gewesen sein. Der Beginn seines Amtes lässt sich nicht feststellen. Es besteht eine gewisse Wahrscheinlichkeit, dass er zumindest seit Mitte des Jahres 187, als er consul designatus war, die Präfektur bekleidete. Als – wahrscheinlich unmittelbarer – Vorgänger des späteren Kaisers Pertinax dürfte er bis zur Mitte des Jahres 189 im Amt geblieben sein.